# Zistel

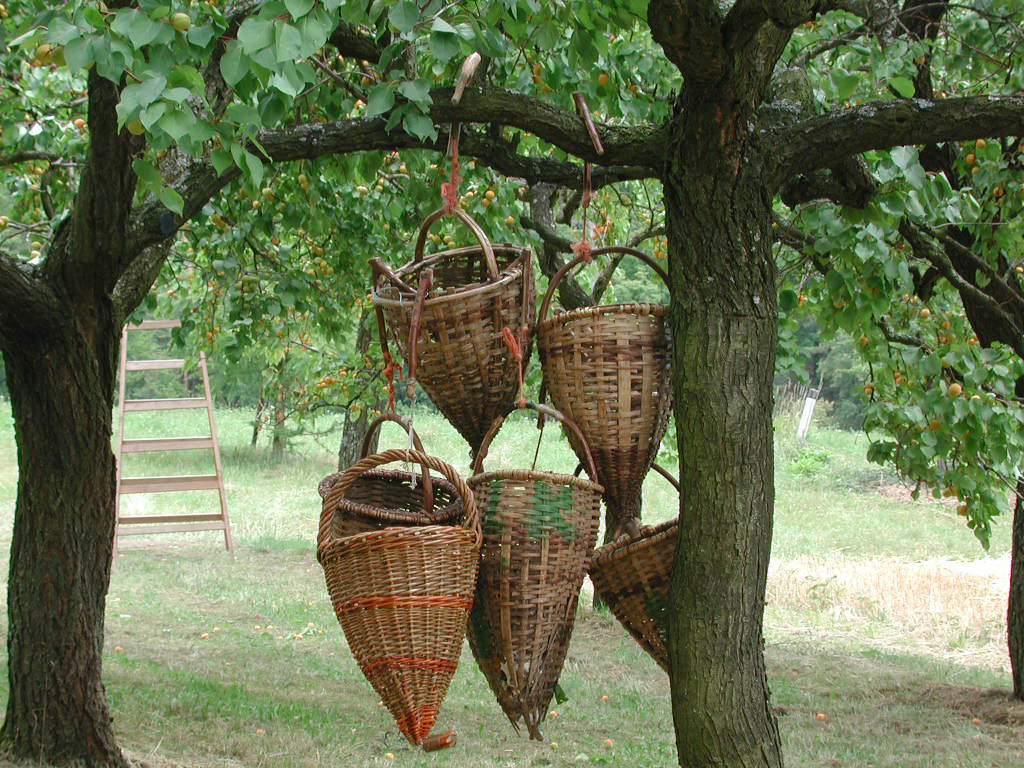
Zisteln vor der Ernte

Die Zistel, auch genannt Marillenzistel, ist der traditionelle Erntekorb im Wachauer Marillenanbau.

## Verwendung
Die Zistel dient als Behälter für die Ernte der Wachauer Marille, welche traditionell per Hand erfolgt. Um die Marille dabei nicht mit Druckstellen zu versehen, wird sie in diesen spitz zulaufenden Korb gelegt, wodurch die oberen Früchte weniger stark auf die unteren drücken. So bleiben diese unversehrt und können weiterverarbeitet werden. Außerdem wird die Handhabung der Zistel im Astgewirr bei hohen Bäumen erleichtert.
Eine Abbildung des Erntekorbs dient zudem als Erkennungsmerkmal für das Logo des Gütesiegels der original Wachauer Marille.

## Herstellung
Die Zistel wird von Korbflechtern per Hand aus Weidenruten geflochten. Normalerweise läuft die Herstellung zwischen November und April, außerhalb der Erntezeit. Eine Zistel zu flechten dauert, je nach Erfahrung, ca. zwei Stunden. Angeboten werden Größen von 22 – 33 cm Durchmesser und 40 – 50 cm Höhe.

## Etymologie
Das Wort „Zistel“ bezeichnet überwiegend Handkörbe, aber auch Wäschekörbe oder sonstige Körbe zum Tragen von Gegenständen können gemeint sein. Im bairisch-österreichischen Raum wird das Wort zur Beschreibung der Marillenzistel verwendet. In der Mitte und südlich von Westböhmen ist das Wort „Zisterer“ gebräuchlich. Die Zistel als Korb für Kartoffeln („Erdäpelzistel“) beschreibt einen runden Korb mit Henkel und einem Fassungsvermögen von 25 kg (bzw. 12,5 kg). 
Der Ursprung des Wortes kommt aus dem lateinischen von cista (Truhe) bzw. cistella (Korb).